# Turistická značená trasa 1013
 Turistická značená trasa 1013 je modře vyznačená 10 kilometrů dlouhá pěší trasa Klubu českých turistů vedená z Písnice přes Modřany a Komořany do Zbraslavi.

## Popis trasy
Z Písnice vychází trasa severozápadním směrem podél tří obecních rybníků a Písnického potoka. Vede Modřanskou roklí podél rybníka Kalibárna, na křižovatce cest zabočí na západ a dál pokračuje Modřanskou roklí až do Modřan na hlavní ulici, kterou přejde. Pokračuje západním směrem po této ulici až k odbočení ke kostelu se hřbitovem. Parkem u kostela a městskou zástavbou dojde k modřanské železniční zastávce na trati 210. Za podchodem na druhé straně trati se vydá jižním směrem proti toku řeky Vltavy po jejím pravém břehu a dojde až na nádraží ve Zbraslavi, kde končí.
| Km  | Místo                      | Navazující a křižující trasy | Nadm. výška |
| --- | -------------------------- | ---------------------------- | ----------- |
| 0   | Písnice (bus)              |                              | 306 m       |
| 0,5 | Písnice pod rybníkem       | 6004                         | 293 m       |
| 2,5 | Modřanská rokle (rozc)     | 3129                         | 260 m       |
| 4,5 | Modřany poliklinika (tram) |                              | 212 m       |
| 6   | Modřany (žst, tram)        |                              | 190 m       |
| 10  | Zbraslav (žst)             | 0001, 1035, 3036, 6078       | 197 m       |

## Zajímavá místa
- Kalibárna
- Vodopády v Modřanské rokli – u soutoku Lhotského a Písnického potoka
- Modřanská rokle – přírodní památka
- Dub letní v Modřanech – památný strom
- Křížová cesta
- Modřanský hřbitov
- Kostel Nanebevzetí Panny Marie
- Soutok Berounky s Vltavou
- Modřanské laguny
- Komořanské a modřanské tůně – přírodní památka
- Radotínský most
- U Závisti – přírodní památka

## Veřejná doprava
Cesta začíná u zastávky MHD Písnice. Prochází kolem zastávek MHD Poliklinika Modřany, Čechova čtvrť a Nádraží Modřany, železniční zastávky Praha-Modřany, modřanského přívozu P6, železniční zastávky Praha-Komořany a končí u zbraslavského nádraží.